# Cryptobatrachus fuhrmanni
Cryptobatrachus fuhrmanni es una especie de anfibio anuro de la familia Hemiphractidae.

## Distribución geográfica
Esta especie es endémica de Colombia. Habita entre los 900 a 2000 m:
- en la vertiente oriental de la Cordillera Occidental en los departamentos de Antioquia y Caldas;
- en las laderas este y norte de la Cordillera Central en los departamentos de Antioquia y Tolima;
- en la vertiente occidental de la Cordillera Oriental en los departamentos de Santander y Cundinamarca.[4]

## Descripción
El holotipo femenino mide 63 mm.

## Etimología
Esta especie lleva el nombre en honor a Otto Fuhrmann (1871–1945).

## Publicación original
- Peracca, 1914 : Reptiles et batraciens de Colombie in Fuhrmann & Mayor, 1914 : Voyage d'exploration scientifique en Colombie. Memoires de la Société Neuchateloise de Sciences Naturelles, vol. 5, p. 96-111[5]